# 乙二酰氯
乙二酰氯，也称草酰氯，是由乙二酸衍生出来的二酰氯，化学式为(COCl)2。乙二酰氯是无色液体，可由乙二酸与五氯化磷反应制备，主要用作有机合成的试剂。

## 有机合成应用

### 制备酰氯
有机合成中，草酰氯主要用于将羧酸转化为相应的酰氯，反应温和、有选择性，副产物都是气体，容易分离。这一点与氯化亚砜类似。
RCO2H  +  (COCl)2  →  RC(O)Cl  +  HCl  +  CO  +  CO2

### 引入羧基
氯化铝存在下，草酰氯与芳香族化合物发生傅-克酰基化反应得到芳环上取代的酰氯，水解得到羧酸。

### 制备二元酯
草酰氯也可发生酰氯的通式反应，与醇作用生成草酸酯：
2 RCH2OH  +  (COCl)2  →  RCH2OC(O)C(O)OCH2R  +  2 HCl
一般反应在碱，如吡啶的存在下进行。与苯酚反应生成草酸二苯酯，是荧光棒中发光的成分之一。

### 醇的氧化
草酰氯与二甲基亚砜的混合物可将醇氧化为醛/酮，称作斯文氧化反应。

## 安全
草酰氯对人体的毒性与光气相当，与水放出氯化氢气体。2000年3月，马来西亚航空的一架A330-322在停泊吉隆坡时，几罐草酰氯被打翻，造成机身的严重损毁。事后马来西亚航空获赔6500万美元。